# Åre (lyžařské středisko)

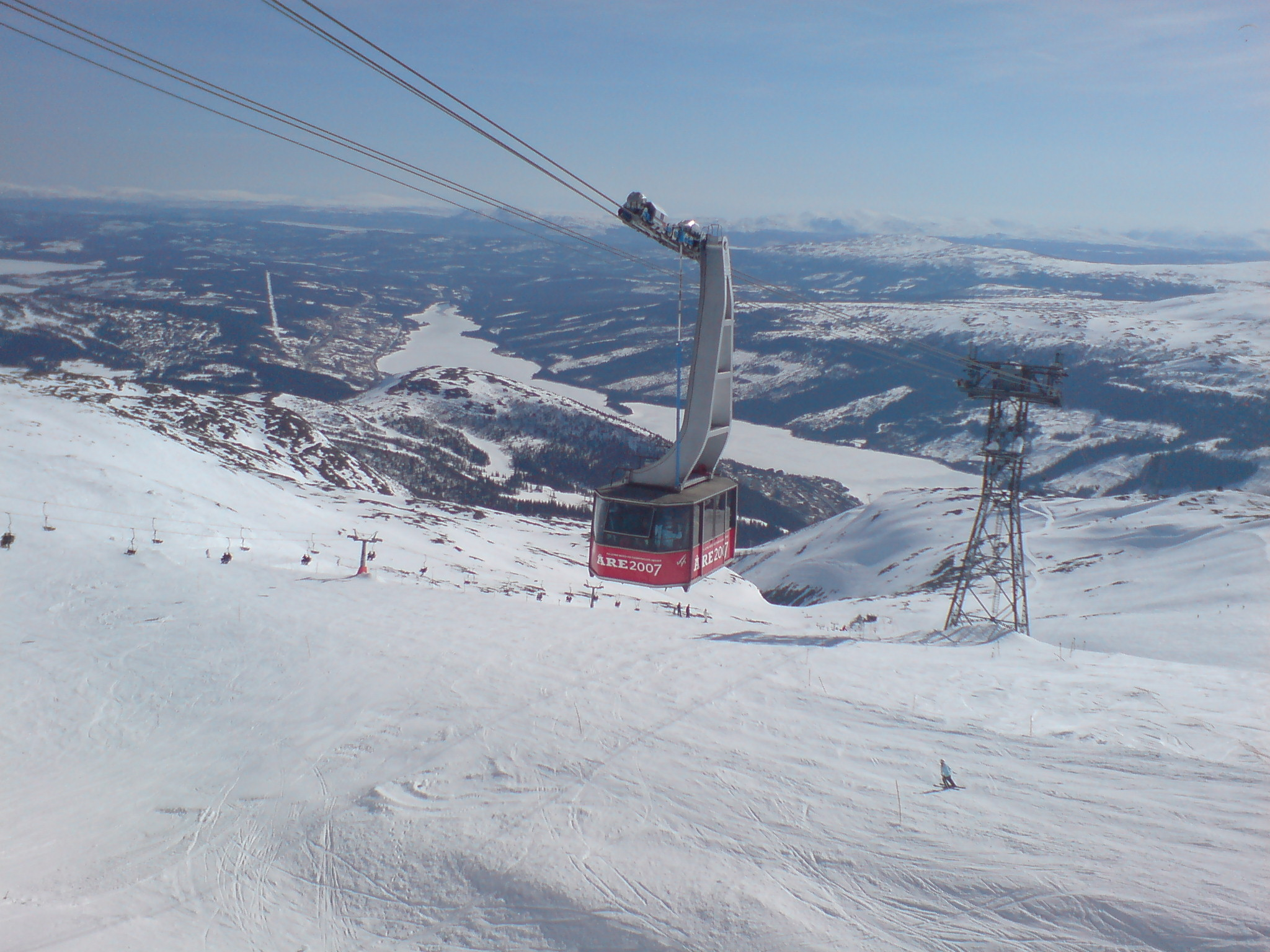
Kabinová lanová dráha v Åre

Åre je lyžařské středisko ležící ve švédské komuně Åre v kraji Jämtland. Nachází se nedaleko obce Åre asi 80 km od Östersundu. Založeno bylo v roce 1909. Kabinová lanová dráha vede po hoře Åreskutan, kde také leží nejvýše položený bod skiareálu. Nejvyšší vrchol hory, ležící v nadmořské výšce 1420 m n. m., není lanovou dráhou obsluhován, ale je dostupný sněžným skútrem. Dopravní obslužnost je zajištěna autobusovým a vlakovým spojením. Nejbližším letištěm je Åre Östersund. Středisko leží asi 350 km jižně od severního polárního kruhu. V roce 2009 jej magazín Condé Nast Traveller zařadil k nejlepším lyžařským střediskům na světě. Rovněž se jedná o největší lyžařský rezort ve Švédsku.
Skiareál zahrnuje více než 100 sjezdovek a 43 vleků pro lyžaře. V letech 1954, 2007 a 2019 hostil mistrovství světa v alpském lyžování. Na světovém šampionátu v roce 2007 získala zlatou medaili ve slalomu Šárka Záhrobská. Åre patří k pravidelným pořadatelům závodů Světového poháru v alpském lyžování.

## Galerie

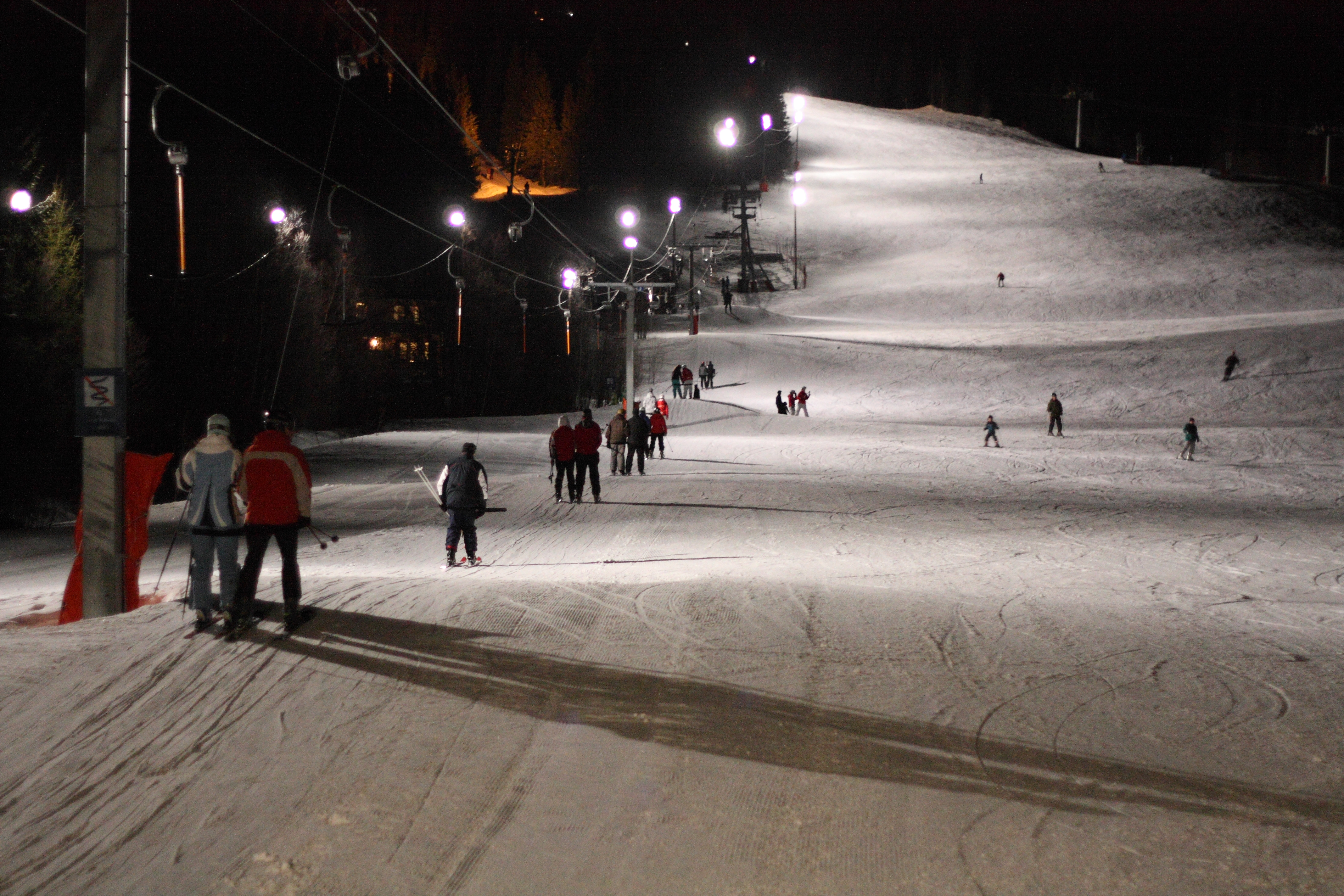
Noční lyžování na sjezdovce Hamrebacken
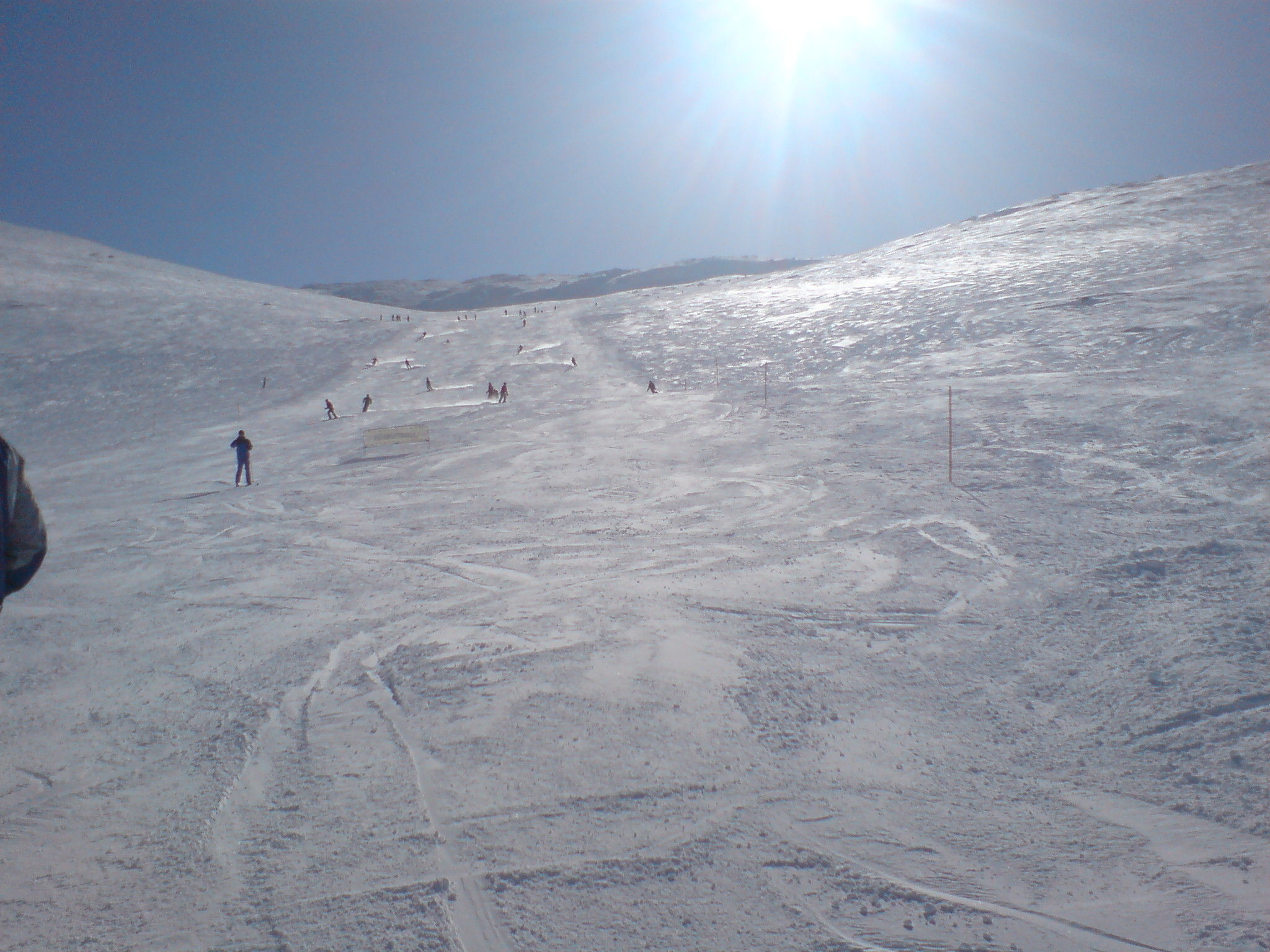
Sjezdovka Tväråvalvet
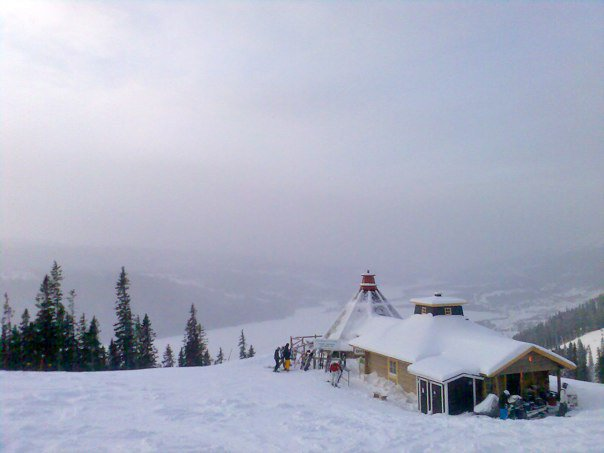
Lyžařské středisko Åre
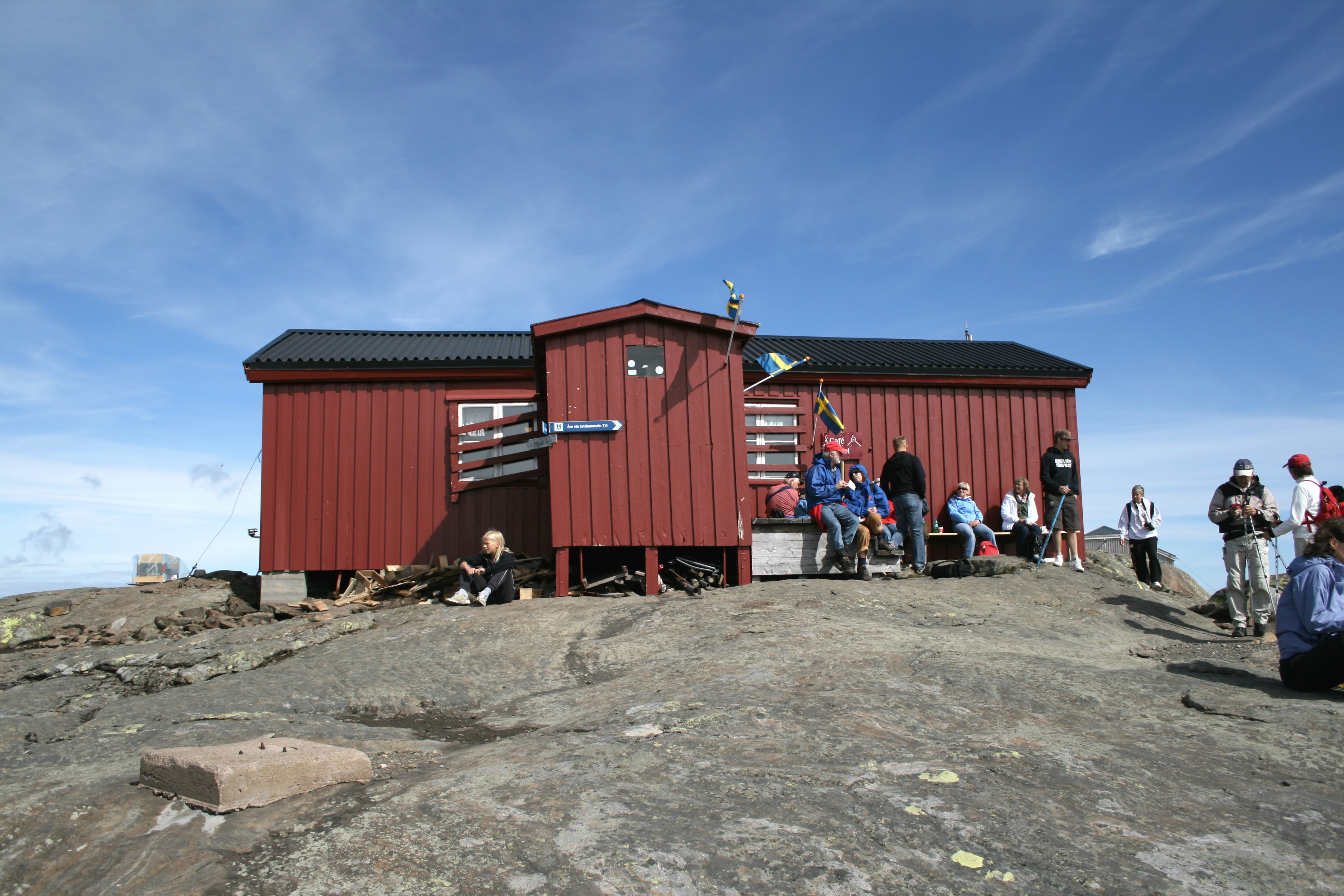
Vrchol hory Åreskutan